# De gekroonde valk (beeld)
De gekroonde valk is een artistiek kunstwerk in Amsterdam-Centrum.
Aan de Hoogte Kadijk was eeuwenlang de brouwerij De Gekroonde Valk gevestigd, die vermoedelijk in 1791 in handen kwam van Van Vollenhoven en Co. In 1891 vierde het bedrijf daarom haar honderdjarig bestaan, alhoewel er toen al twijfels waren of dat wel juist was; de brouwerij zou minstens zestig jaar ouder zijn geweest. Ter viering van het jubileum werd op een 5,5 meter hoge zuil in het midden van de toegangspoort een twee meter hoog beeld geplaatst met een staande valk van gietijzer. Met de overname van de brouwerij en sloop van de fabrieken bleven zuil en beeld als reliek achter. Nakomelingen van één van de directeuren (Hovy) haalden het beeld vervolgens naar Germiston nabij Johannesburg, Zuid-Afrika, de zuil bleef staan. De woning nabij het beeld werd naar het beeld vernoemd; de eigenaar kreeg de bijnaam "man met de grootste vogel".
Die zuil overleefde de sloop van de fabrieken en de daarop gebouwde nieuwe woonhuizen. Buurtbewoners begonnen uit te zoeken waar die vreemde alleenstaande zuil toch voor had gediend. Rond 1990 kwam een zoektocht op gang onder aanvoering van "Stichting De Gekroonde Valk". De zoektocht leverde haar toenmalige plek op. De bewoners wilden echter het beeld niet kwijt en er kwam een tussenoplossing. Aan beeldhouwer de Zuid-Afrikaanse Mike Edwards, tevens professor beeldhouwkunde aan de Universiteit van Pretoria, werd gevraagd een replica te maken. Hij vermoedde in 1993 dat het beeld van Franse makelij was en gemaakt in de traditie van 19e eeuwse beelden van dieren. Die gekroonde valk was jarenlang het beeldmerk op de bierflesjes. 
In 1993 kwam de replica in Amsterdam en werd op haar zuil gezet. Het beeld op zuil kwam te staan op een uitgespaard deel op de hoek van de Hoogte Kadijk en  Buiten Kadijken. Na te zijn ingevlogen kon op 25 november 1993 het beeld onthuld worden.
Beeldmerk en beeld inspireerde in 2023 de muurschilder Gino Bud Hoyting tot zijn muurschildering De brouwers.

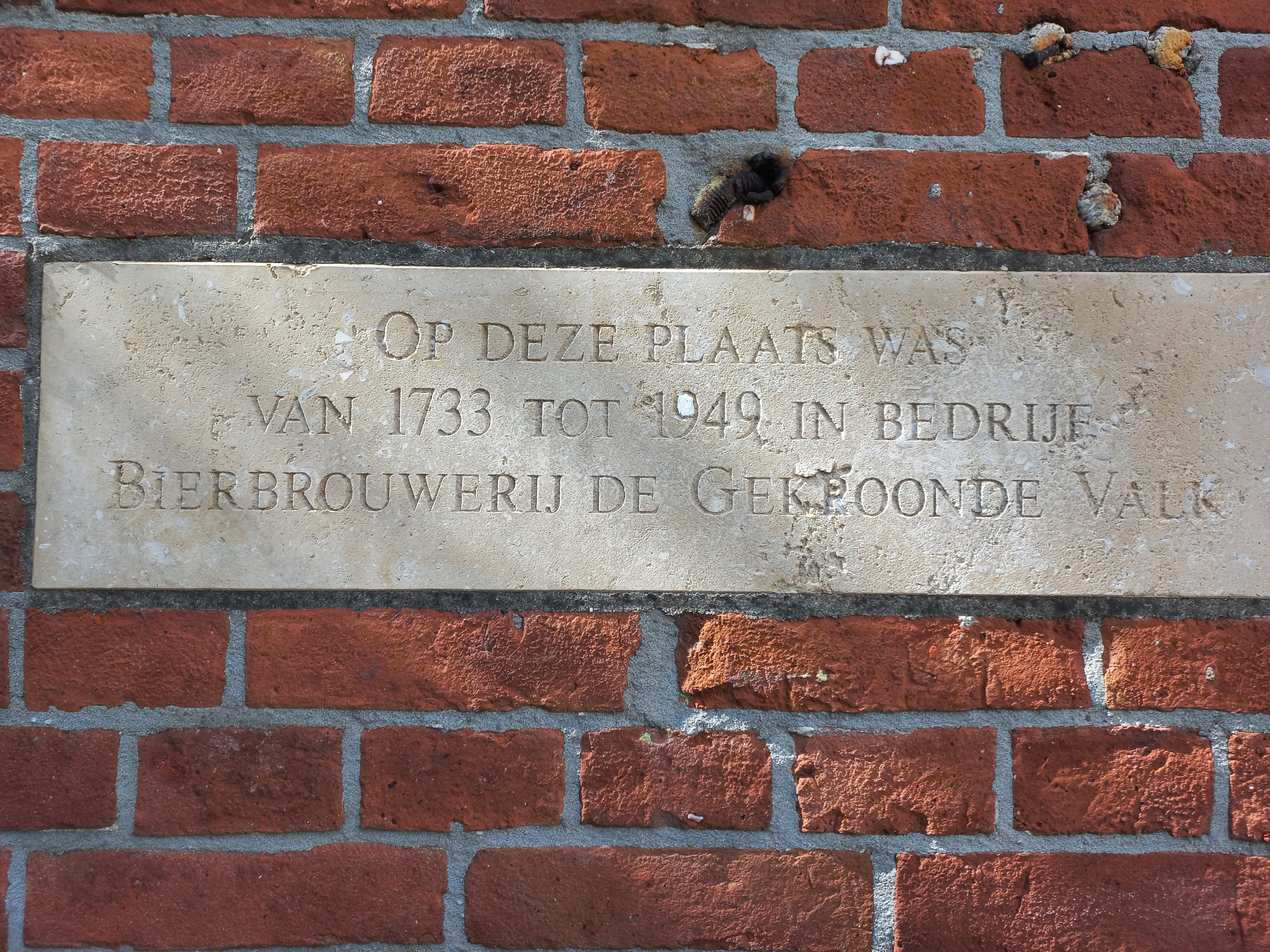
Een gedenksteen op de achterzijde van de zuil (juli 2023)